# ソリ旅!Road to BRAZIL〜日本の誇りを学ぶ旅〜
『ソリ旅!Road to BRAZIL〜日本の誇りを学ぶ旅〜』（ソリタビ!ロードトゥブラジル〜ニホンのホコリヲマナブタビ〜）は、2014年6月20日から8月8日まで放送されたドキュメンタリー旅番組。

## 内容
デビューを控え、ブラジルでのライブが決定したSOLIDEMOの"その前に自分たち自身が、もっと日本の事を知る必要があるのではないか？"という想いからスタートした企画。メンバーが全国に赴き、世界遺産などの名所や景勝地を巡り、また名産品や土地土地の人々とふれあう事で、様々な日本の文化を学んでいく。

## 出演者
- SOLIDEMO

## 放送リスト
| 回   | 放送日  | 内容                                       | 出演者                                                         |
| ---- | ------- | ------------------------------------------ | -------------------------------------------------------------- |
| EP1  | 6月20日 | Road to Brazil！ソリ旅プロジェクト始動     | 渡部、向山、佐々木、佐脇、中山、木全、山口、手島               |
| EP2  | 6月21日 | 北海道の名店で日本料理の奥深さを知る！     | 佐々木、山口                                                   |
| EP3  | 6月22日 | 北海道の名店で日本料理の奥深さを知る！２   | 佐々木、山口                                                   |
| EP4  | 6月27日 | 北海道の名店で日本料理の奥深さを知る！３   | 佐々木、山口                                                   |
| EP5  | 6月28日 | 福岡凱旋LIVE！やっぱり地元はよかばい       | 渡部、向山、佐々木、佐脇、木全、山口、手島                     |
| EP6  | 6月29日 | 章斗の地元・広島で日本の良さを探してみる   | 渡部、向山、佐々木、佐脇、木全、山口、手島                     |
| EP7  | 7月4日  | 章斗の地元・広島で日本の良さを探してみる２ | 渡部、向山、佐々木、佐脇、木全、山口、手島                     |
| EP8  | 7月5日  | 章斗の地元・広島で日本の良さを探してみる３ | 渡部、向山、佐々木、佐脇、木全、山口、手島                     |
| EP9  | 7月6日  | 章斗の地元・広島で日本の良さを探してみる４ | 渡部、向山、佐々木、佐脇、木全、山口、手島、中山（声のみ出演） |
| EP10 | 7月11日 | 章斗の地元・広島で日本の良さを探してみる５ | 渡部、向山、佐々木、佐脇、木全、山口、手島                     |
| EP11 | 7月12日 | 沖縄伝統民謡から日本の誇りを学ぶ！         | 向山、佐脇                                                     |
| EP12 | 7月13日 | 沖縄伝統民謡から日本の誇りを学ぶ！２       | 向山、佐脇                                                     |
| EP13 | 7月18日 | 沖縄伝統民謡から日本の誇りを学ぶ！３       | 向山、佐脇                                                     |
| EP14 | 7月19日 | 奈良の秘境で日本の歴史に触れる！           | 中山、木全                                                     |
| EP15 | 7月20日 | 奈良の秘境で日本の歴史に触れる！２         | 中山、木全                                                     |
| EP16 | 7月25日 | 奈良の秘境で日本の歴史に触れる！３         | 中山、木全                                                     |
| EP17 | 7月26日 | 宮城の漁師町で復興への想いを学ぶ！         | 渡部、手島                                                     |
| EP18 | 7月27日 | 宮城の漁師町で復興への想いを学ぶ！２       | 渡部、手島                                                     |
| EP19 | 8月1日  | 宮城の漁師町で復興への想いを学ぶ！３       | 渡部、手島                                                     |
| EP20 | 8月2日  | ブラジルの地で日本の誇りを伝える！         | 渡部、向山、佐々木、佐脇、中山、木全、山口、手島               |
| EP21 | 8月3日  | ブラジルの地で日本の誇りを伝える！２       | 渡部、向山、佐々木、佐脇、中山、木全、山口、手島               |
| EP22 | 8月8日  | ブラジルの地で日本の誇りを伝える！３       | 渡部、向山、佐々木、佐脇、中山、木全、山口、手島               |